# 안정성 이론
안정성 이론(Stability theory)은 수학에서 초기 조건의 작은 섭동 하에서 미분방정식의 해와 동역학계의 궤적의 안정성을 다룬다. 예를 들어, 열 방정식은 초기 데이터의 작은 변동이 최대 원리의 결과로 나중에 온도의 작은 변화로 이어지기 때문에 안정적인 편미분 방정식이다. 편미분 방정식에서는 Lp 노름이나 초노름(sup norm)을 사용하여 함수 사이의 거리를 측정할 수 있는 반면, 미분기하학에서는 그로모프-하우스도르프 거리를 사용하여 공간 사이의 거리를 측정할 수 있다.
동역학계에서 어떤 지점의 전방 궤도가 충분히 작은 이웃에 있거나 작은(그러나 아마도 더 큰) 이웃에 머무르는 경우 궤도를 랴푸노프 안정성이라고 한다. 궤도의 안정성이나 불안정성을 입증하기 위해 다양한 기준이 개발되었다. 유리한 상황에서 문제는 행렬의 고유값과 관련된 잘 연구된 문제로 축소될 수 있다. 보다 일반적인 방법에는 랴푸노프 함수가 포함된다. 실제로는 다양한 안정성 기준 중 하나가 적용된다.

## 같이 보기
- 혼돈 이론
- 랴푸노프 안정성